# Törökbálint
Törökbálint (tyska: Großturwall) är en stad i Ungern, 15 km väster om Budapest, mellan Diósd och Budakeszi. Staden har 14 025 invånare (2019).
Den nås med buss 72 och 172 och motorvägarna M1 och M7 ligger i den omedelbara närheten. Törökbálint och Süßen i Baden-Württemberg i Tyskland är vänorter.

## Sevärdheter

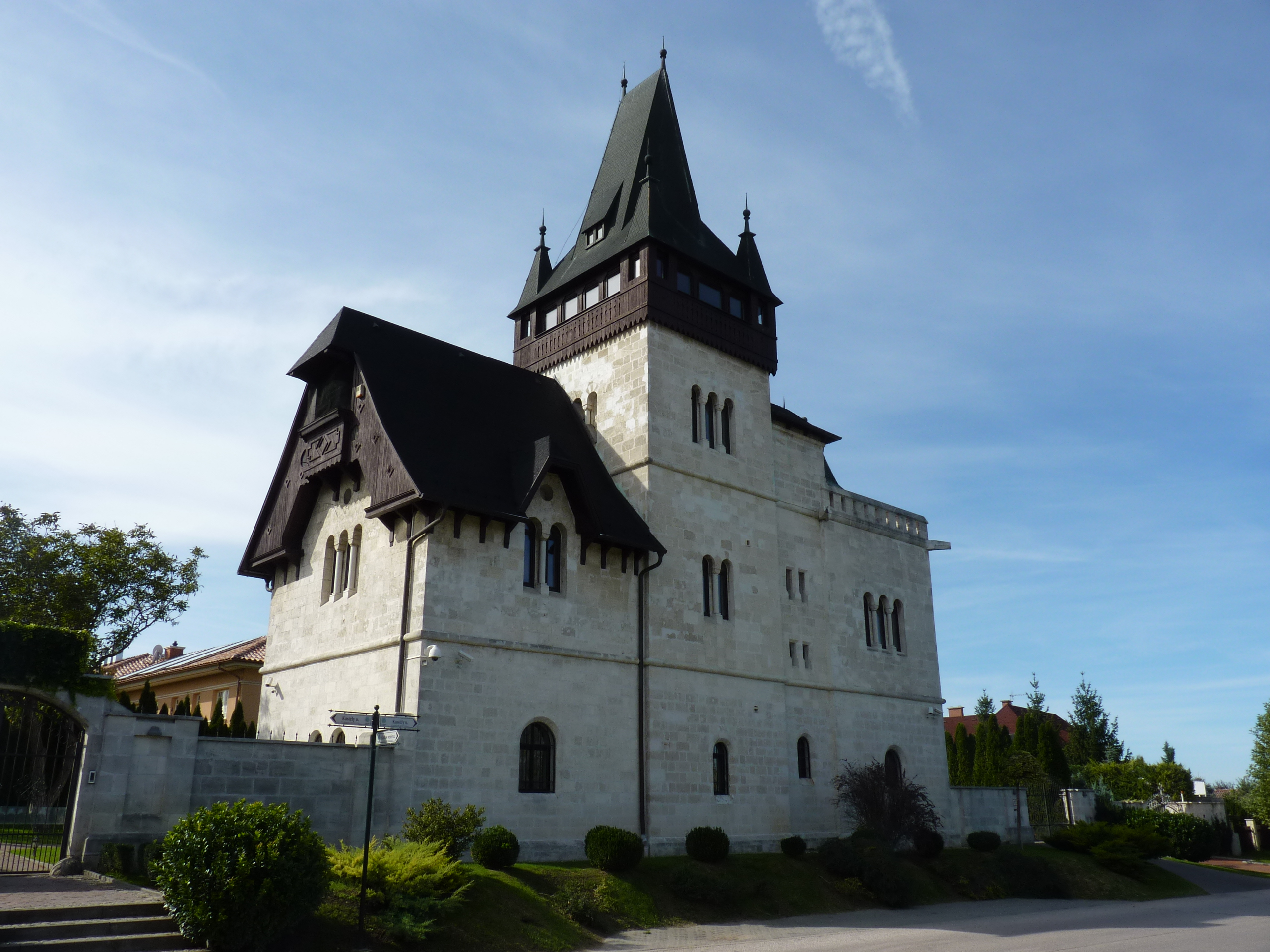
Wallaslottet.

- Jesuitordens slott, som är idag är ett sanatorium.
- Många schwabiska bondstugor
- En romersk-katolsk kyrka, som är omnämnd redan 1422